# 大南實錄

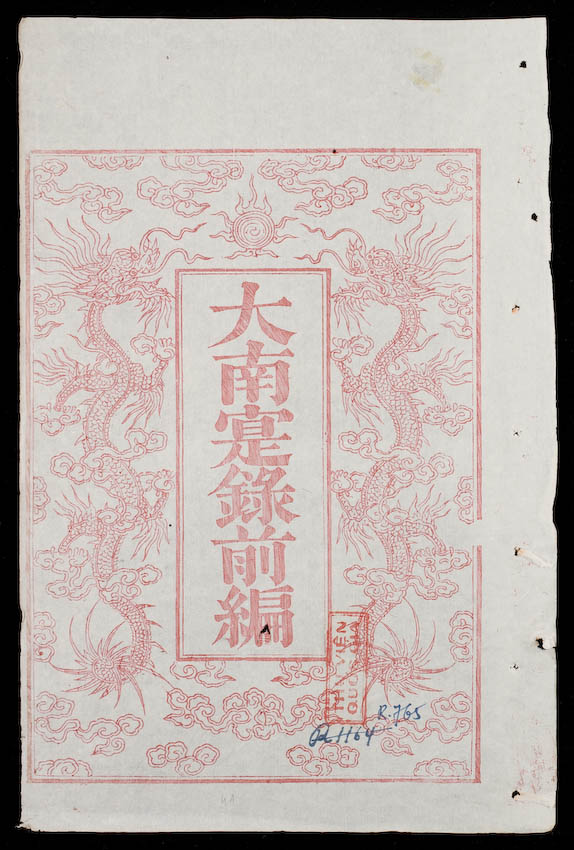
《大南寔錄前編》書影

《大南實錄》（越南语：／?），是越南阮朝的官修編年體史書，由阮朝國史館編修，584卷，採用漢文文言文寫成。

## 名称
其本来的书名与中国的《明實錄》、《清實錄》等类似，使用“實錄”作为名称，而後由于「實」是第二代皇帝明命帝的皇后胡氏之諱，因此後来改用同音同義的「寔」字。

## 編修過程
由於《大南實錄》是緊接著阮朝的歷史發展而進行編修，因此整個編修過程可說是與阮朝相始終，時間相當漫長。
《大南實錄》編纂的開始，是嘉隆十年（1811年），阮世祖下令由侍中大學士范貴適負責撰修「國朝實錄」。其後，在明命年間，編修實錄的事業得到充份的支持，這是由於阮聖祖即位之初，即已考慮到編寫書籍之事，他設置了國史館，專司編修國史。由阮文仁、鄭懷德等多位官員負責編撰工作。其後經過歷代史官的續編，至20世紀時，已編成至啟定帝（1916年-1925年）時期歷代阮朝帝王的實錄。

## 內容
《大南實錄》的內容，主要是記載歷代皇帝事跡的「實錄」，另外還有記錄各階層人物的「列傳」。
- 大南實錄前編（十二卷），載自阮潢至阮福淳約二百多年間歷代阮主在越南中、南部經營管治的歷史。[4][3]阮憲祖绍治四年（清道光二十四年，1844年）刊。日本庆应大学1961年（日本昭和36年）影印出版。
- 大南列傳前編（六卷），載阮主時期的后妃、公子及諸臣的列傳。[4][3]阮翼宗嗣德五年（清咸丰二年，1852年）刊。日本庆应大学1961年（日本昭和36年）影印出版。
- 第一紀嘉隆朝實錄（六十卷），當中的卷一至卷十六是1778年至1802年新舊阮之間的戰事，其餘則為1802年至1819年間嘉隆朝的歷史。[4][3]翼宗嗣德元年（清道光二十八年，1848年）刊。日本庆应大学1963年（日本昭和38年）影印出版。
- 第二紀明命朝實錄（二百二十卷），載1820年至1840年間明命朝的歷史。[4][3]翼宗嗣德十四年（清咸丰十一年，1861年）刊。日本庆应大学1971年（日本昭和46年）影印出版。
- 第三紀紹治朝實錄（七十二卷），載1841年至1847年間紹治朝的歷史。[4][3]翼宗嗣德三十年（清光绪三年，1877年）刊。日本庆应大学1977年（日本昭和52年）影印出版。
- 第四紀，嗣德朝實錄（七十卷），載1847年至1883年間嗣德、協和等朝的歷史。[5][3]成泰帝成泰六年（清光绪二十年，1894年）刊。日本庆应大学1979年（日本昭和54年）影印出版。
- 第五紀，建福朝、咸宜帝實錄（八卷），載1883年至1885年建福朝、咸宜朝的歷史。[5][3]成泰帝成泰十二年（清光绪二十六年，1900年）刊。日本庆应大学1980年（日本昭和55年）影印出版。
- 第六紀，同慶朝實錄（十一卷），載1885年至1888年主要记载同慶朝的歷史。[5][3]维新帝维新三年（清宣统元年，1909年）刊。日本庆应大学1980年（日本昭和55年）影印出版。
- 第六紀附編，分為成泰帝附編和維新帝附編（二十九卷）。[3]弘宗启定七年（1922年）開始編修，保大年間編修完成。
- 第七紀，启定朝實錄（十卷）。[3]保大帝保大十四年（1939年）編修完成。
- 大南實錄正编列傳初集（三十三卷），是嘉隆朝的后妃、皇子、公主、貴戚、諸臣、偽西、外國（高蠻、暹羅等）的列傳。[5][3]成泰帝成泰元年（清光绪十五年，1889年）刊。日本庆应大学1962年（日本昭和37年）影印出版。
- 大南实录正編列傳二集（四十六卷），是明命、紹治、嗣德三朝的后妃、皇子、公主、貴戚、諸臣、忠義、行義、烈女、隱逸、逆臣列傳。[3]成泰帝成泰七年（清光绪二十一年，1895年）刊。日本庆应大学1981年（日本昭和56年）影印出版。

## 史料價值
《大南實錄》記錄了阮朝歷代后妃、皇子、公主、宗室、貴戚、諸臣、忠義、行列女、高僧、逆臣、奸臣等等不同類型人物的事跡，並且有西山朝及鄰近國家的情況，包括了近代越南的政治、經濟、軍事、文教、外交及戰爭等等多個方面的史料。另外，在它的涉及中國明清時期的部份史料，亦可供中國歷史研究者參考。

## 流傳情況
據學者陳荊和所說，《大南實錄》及各篇列傳原是秘藏在阮朝宮廷的典籍，素不公開，世上的大學、圖書館及研究所亦收藏不多。1933年，日本慶應大學松本信廣教授赴越旅行，曾找來六套「實錄」及「列傳」以分贈日本各著名大學。其後，慶應大學將之刻印出版。在越南方面，1960年代也陸續出版了越文版。
从2001年至2007年，越南教育出版社陆续出版越南文《大南實錄》共十冊，第一冊為寔錄前編和正編第一紀，第二、三、四、五冊為正編第二紀，第六冊為正編第三紀，第七、八冊為正編第四紀，第九冊為正編第五紀和第六紀，第十冊為索引。2005年，越南順化出版社出版越南文《大南列傳》四冊，第一冊為列傳前編，第二冊為列傳正編初集，第三、四冊為列傳正編二集。2012年越南文化藝術出版社出版越南文《大南實錄正編第六紀附編》和《大南實錄正編第七紀》。

### 引用
1. ↑  陳, 1982, pp. 570-571.
2. ↑  《越南史略·第五卷·第五章》（或譯作《越南通史》），【越】陳仲金撰，北京商務印書館1992年版，第321-322頁。
3. 1 2 3 4 5 6 7 8 9 10 11 12 13 14 15  《東南亞歷史詞典‧「大南實錄」條》，16頁。
4. 1 2 3 4 5  陳荊和《「國史遺編」的編者與內容》，收錄於《國史遺編》，3頁。
5. 1 2 3 4  陳荊和《「國史遺編」的編者與內容》，收錄於《國史遺編》，4頁。
6. ↑  陳荊和《「國史遺編」的編者與內容》，收錄於《國史遺編》，6-7頁。

## 外部連結
- 《大南寔錄前編》（.   [2012-02-13]. （原始内容存档于2012-06-06）.）
  - 卷一至卷二 （页面存档备份，存于）
  - 卷三至卷六 （页面存档备份，存于）
  - 卷七至卷九 （页面存档备份，存于）
  - 卷十至卷十二 （页面存档备份，存于）

- 《大南列傳前編》
  - 卷一卷二 （页面存档备份，存于）
  - 卷三卷四 （页面存档备份，存于）
  - 卷五卷六 （页面存档备份，存于）

- 《大南寔錄正編第四紀》「翼宗英皇帝寔錄」
  - 卷之二十五至卷二十九（ISSI HN00000434）
  - 卷之六十六至卷七十（ISSI HN00000435）

- 《大南正編列傳初集》（.   [2012-02-13]. （原始内容存档于2012-06-06）.）
  - 卷一至卷三 （页面存档备份，存于）
  - 卷四至卷七 （页面存档备份，存于）
  - 卷八至卷十一 （页面存档备份，存于）
  - 卷十二至卷十五 （页面存档备份，存于）
  - 卷十六至卷二十 （页面存档备份，存于）
  - 卷二十一至卷二十三 （页面存档备份，存于）
  - 卷二十四至卷二十九 （页面存档备份，存于）
  - 卷三十 （页面存档备份，存于）
  - 卷三十二至卷三十三（ISSI HN00000644）